# Сан Марко 1 (сателит)
Сан Марко 1, познат и као Сан Марко А, је први италијански вештачки сателит, и један од најранијих свемирских објекта ван контроле Совјетског Савеза и САД. Саставила га је Италијанска комисија за свемирска истраживања, и овај сателит је први од пет делова програма Сан Марко.
Назив овог свемирског возила потиче од платформе Сан Марко која је коришћена као место лансирања најважнијих фаза овог пројекта. 

## Развој
Године 1961. италијанска влада, на челу са Амнитором Фанфанијем, одобрила је план за развој овог сателитског истраживачког програма који је раније предложила Италијанска комисија за свемирска истраживања. У то време су само Совјетски Савез и САД лансирали свемирске летелице у орбиту и Италија је имала мањак екипе трениране за ланисрање орбиталних ракета. Као резултат тога, постигнут је договор са Америчком свемирском агенцијом (НАСА) за омогућавање ракета и тренираног тима за лансирање Италијанима.
Сателит је саграђен од стране чланова Италијанске комисије за свемирска истраживања, групе уважених италијанских научника и инжењера укључујући и Адуарда Амалдија, оснивача већих европских научник организација.
Ова мисија је претежно пробни лет правог сателита ради прикупљања искуства пре него што Италија започне своје лансирање платформе Сан Марко, последње од три фазе овог пројекта.

## Мисија
Првобитна мисија серије Сан Марко била је истаживање јоносферске атмосфере. Као пробни сателит, Сан Марко 1 је извршио релативно мало експеримената. 

## Лансирање
Сан Марко 1 је лансиран од стране групе Италијана који су користили Америчку извиђачку ракету. Лансиран је 15. децембра 1964. године а сателит је деструктивно поново ушао у атмосферу 13. септембра 1965. године. 